# Bradford, Adderstone with Lucker
Bradford är en ort i civil parish Adderstone with Lucker, i grevskapet Northumberland i England. Orten är belägen 19 km från Alnwick. Bradford var en civil parish 1866–1955 när det uppgick i Adderstone with Lucker. Civil parish hade 14 invånare år 1951.